# Bogosłowka (obwód penzeński)
Bogosłowka (ros. Богословка) – wieś (sieło) w Rosji, w obwodzie penzeńskim, w rejonie penzeńskim. W 2021 liczyła 4973 mieszkańców.